# ドリス・デイ
ドリス・デイ（英語: Doris Day, 1922年4月3日 - 2019年5月13日）は、アメリカ合衆国の女優・歌手。オハイオ州シンシナティ出身。本名はDoris Mary Ann Kappelhoff（ドリス・メアリー・アン・フォン・カッペルホフ）。ドイツ系。

## 経歴
父はドイツ出身の音楽教師だったが、両親は彼女が10歳の時に離婚。ドリスの名はサイレント映画女優のドリス・ケニヨンから名付けられた。幼い頃から歌や踊りが好きで、バレリーナを目指していたが、15歳の時に列車事故に遭い、激しい踊りができなくなりその夢を断念した。しかし歌の練習は続け、18歳の時にジャズバンドのレス・ブラウン楽団に専属歌手として参加する。バンドメンバーのアル・ジョーダンと結婚し、息子テレンス（テリー・メルチャー、テリー・デイとも、後にレコードプロデューサーとなる）を出産するが、1942年、20歳の時に離婚。2年後、このバンドのリーダーだったレスター・ブラウンの提供した『センチメンタル・ジャーニー』を歌い、大ヒットさせる。
1946年、24歳の時に2度目の結婚をするも、わずか8ヶ月で破局。離婚直後にワーナー・ブラザースのオーディションを受け、同社と契約。1948年の『洋上のロマンス』で映画デビューする。評判はよく1949年に2本、1950年に主題歌もヒットした『二人でお茶を』など3本、1951年には5本も出演するほどのど売れっ子になった。同年エージェントだったマーティン・メルチャーと結婚。また、1953年の西部劇風ミュージカル映画『カラミティ・ジェーン』の大ヒットで人気を不動のものとした。1956年のアルフレッド・ヒッチコック監督作品『知りすぎていた男』の劇中で歌った『ケ・セラ・セラ』が大ヒットし、アカデミー歌曲賞を受賞した。1959年の『夜を楽しく』ではアカデミー主演女優賞候補となった。
1968年に夫が亡くなり映画界を引退、活躍の場をテレビに移し『ドリス・デイ・ショー』（1968年-1973年）を中心に活躍することになる。1976年に4度目の結婚をするが、1981年には離婚。その後は動物愛護に力を注ぎ、カリフォルニア州のカーメルに設立した「Doris Day Animal League」で、家庭内ペットの世話の方法などを指導していた。
2019年5月13日、肺炎のためカリフォルニア州の自宅で死去。97歳没。

## その他
- 『ケ・セラ・セラ』は、2012年に綾瀬はるか出演の日本生命のCMにて起用された。

- 極度の飛行機恐怖症である。

## 主な出演作品

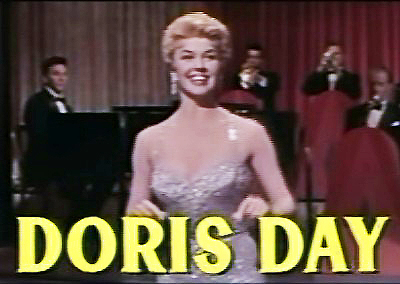
1955年の『情欲の悪魔』でのドリス・デイ

| 公開年    | 邦題 原題                                                     | 役名                                  | 備考                                      |
| --------- | ------------------------------------------------------------- | ------------------------------------- | ----------------------------------------- |
| 1948      | 洋上のロマンス Romance on the High Seas                       | ジョージア・ギャレット                |                                           |
| 1949      | 夢はあなたに My Dream Is Yours                                | マーサ・ギブソン                      |                                           |
| 1949      | 情熱の狂想曲 Young Man with a Horn                            | ジョー・ジョーダン                    |                                           |
| 1950      | 二人でお茶を Tea for Two                                      | ナネット・カーター                    |                                           |
| 1951      | 目撃者 Storm Warning                                          | ルーシー・ライス                      |                                           |
| 1951      | ブロードウェイの子守唄 Lullaby of Broadway                    | メリンダ・ハワード                    |                                           |
| 1951      | ムーンライト・ベイ On Moonlight Bay                           | マージョリー・ウィンフィールド        |                                           |
| 1952      | 四月のパリ April in Paris                                     | エセル・S・“ダイナマイト”・ジャクソン |                                           |
| 1953      | 銀色の月明かりの下で By the Light of the Silvery Moon         | マージョリー・ウィンフィールド        |                                           |
| 1953      | カラミティ・ジェーン Calamity Jane                            | カラミティ・ジェーン                  |                                           |
| 1954      | ヤング・アット・ハート Young at Heart                         | ローリー・タトル                      |                                           |
| 1955      | 情欲の悪魔 Love Me or Leave Me                                | ルース・エッティング                  |                                           |
| 1956      | 知りすぎていた男 The Man Who Knew Too Much                    | ジョセフィン                          |                                           |
| 1956      | 影なき恐怖 Julie                                              | ジュリー・ベントン                    |                                           |
| 1957      | パジャマゲーム The Pajama Game                                | キャサリン・“ベイブ”・ウィリアムズ    |                                           |
| 1958      | 先生のお気に入り Teacher's Pet                                | エリカ・ストーン                      |                                           |
| 1958      | 愛のトンネル The Tunnel of Love                               | イゾルデ・プール                      |                                           |
| 1959      | ハッピー・ロブスター It Happened to Jane                      | ジェーン・オズグッド                  |                                           |
| 1959      | 夜を楽しく Pillow Talk                                        | ジャン・モロウ                        | アカデミー主演女優賞候補                  |
| 1960      | ママは腕まくり Please Don't Eat the Daisies                   | ケイト・ロビンソン・マッケイ          |                                           |
| 1960      | 誰かが狙っている Midnight Lace                                | キット・プレストン                    |                                           |
| 1961      | 恋人よ帰れ Lover Come Back                                    | キャロル・テンプルトン                |                                           |
| 1962      | ミンクの手ざわり That Touch of Mink                           | キャシー・ティンバーレイク            |                                           |
| 1962      | ジャンボ Billy Rose's Jumbo                                   | キティ・ワンダー                      |                                           |
| 1963      | スリルのすべて The Thrill of It All                           | ベヴァリー                            |                                           |
| 1963      | 女房は生きていた Move Over, Darling                           | エレン・ワグスタッフ・アーデン        |                                           |
| 1964      | 花は贈らないで! Send Me No Flowers                            | ジュディ                              |                                           |
| 1965      | ただいま熱愛中 Do Not Disturb                                 | ジャネット・ハーパー                  |                                           |
| 1966      | マーメイド作戦 The Glass Bottom Boat                          | ジェニファー・ネルソン                |                                           |
| 1967      | おしゃれスパイ危機連発 Caprice                                | パトリシア・フォスター                |                                           |
| 1968      | ニューヨークの大停電 Where Were You When the Lights Went Out? | マーガレット・ギャリソン              |                                           |
| 1968-1973 | ドリス・デイ・ショー（邦題「ママは太陽」） The Doris Day Show | ドリス・マーティン                    | テレビシリーズ、主演で128エピソードに出演 |

## 主なアルバム10インチ（25センチ）盤
- You're My Thrill (1949年)
- Tea for Two (1950年) (soundtrack)
- Young Man with a Horn (1950年) (with Harry James) (soundtrack)
- Lullaby of Broadway (1951年) (soundtrack)
- On Moonlight Bay (1951年) (soundtrack)
- I'll See You in My Dreams (1951年) (soundtrack)
- By the Light of the Silvery Moon (1953年) (soundtrack)
- Calamity Jane (1953年) (soundtrack) (w/Howard Keel)
- Young at Heart (1954年) (soundtrack) (w/Frank Sinatra)

## 主なアルバム12インチ（30センチ）盤
- Day Dreams (1955年)
- Love Me or Leave Me (Soundtrack of the MGM film: Orchestra arranged and conducted by Percy Faith) (1955年) TOP SELLING LP OF 1955
- Day By Day (1956年) (Orchestra arranged and conducted by Paul Weston)
- Day by Night (1957年) (Orchestra arranged and conducted by Paul Weston)
- The Pajama Game (1957年) (Soundtrack of the Warner Bros. film: Orchestra arranged and conducted by Ray Heindorf) (w/John Raitt and cast of film)
- Hooray for Hollywood (1958年)(2 volumes: orchestra arranged and conducted by Frank DeVol)(Originally released as a two-lp set)
- Cuttin' Capers (1959年) (Orchestra arranged and conducted by Frank DeVol)
- What Every Girl Should Know (1960年) (Orchestra arranged and consucted by Harry Zimmerman)
- Show Time (1960年) (Orchestra arranged and conducted by Axel Stordahl)
- Bright and Shiny (1961年)
- I Have Dreamed (1961年)
- Duet (w/ Andre Previn) (1962年)
- You'll Never Walk Alone (1962年)
- Billy Rose's Jumbo (soundtrack) (w/ cast of film) (1962年)
- Annie Get Your Gun (w/ Robert Goulet) (1963年)
- Love Him (1963年)
- The Doris Day Christmas Album (1964年)
- With a Smile and a Song (1964年)
- Latin for Lovers (1965年)
- Doris Day's Sentimental Journey (1965年)
- The Love Album (recorded 1967, released in 1994年) (Orchestra arranged and conducted by Sid Feller)
- My Heart （Sony 2011年） (produceed by Terry Melcher & Bruce Johnston of The Beach Boys)